# 阿部時一
阿部 時一　(あべ ときいち、1892年（明治25年）12月4日 -1957年（昭和32年）10月17日）は、日本の地方政治家。初代岩手県一関市長。

## 来歴
岩手県西磐井郡一関町（現・一関市）生まれ。1921年慶應義塾大学部理財科卒。卒業後は第三銀行に就職したが、間もなく退職した。帰郷し、1929年一関町会議員。その傍ら『磐井毎夕新聞』を発行。同紙は後に合併により『岩手日日新聞』となる。1938年保証責任西磐井郡北部販売組合連合会専務理事となるが、翌年退任。その後は一関町助役となる。
1947年一関町長に当選。翌1948年市制施行により一関市長に就任する。一関市は市制施行の年を挟みカスリン台風、アイオン台風の被害を大きく受け、多数の死者、行方不明者を出した。これらの大災害からの復興と防災都市計画事業を行い、消防本部の設置と磐井川の大堤防や橋梁の建設などに着手した。
市長は1期務め、1952年に退任。1957年に死去した。

## 親族
- 父、阿部徳三郎 - 立憲政友会衆議院議員